# Gruczoły solne (botanika)
Gruczoły solne – grupa komórek lub pojedyncze komórki epidermy pędu umożliwiające wydzielenie nadmiaru jonów niektórych soli z organizmu rośliny. Najczęściej wydzielane są jony Na+, Cl-, Ca2+. Struktury wydzielnicze najczęściej zlokalizowane są na liściach i mogą mieć formę włosków. Roztwór wodny wydzielany jest w miejscu, gdzie ściana komórkowa jest cieńsza. Skład roztworu może być zbliżony soku ksylemowego lub być w stosunku do niego znacznie zagęszczony. Bardziej wyspecjalizowane gruczoły solne są charakterystyczne dla halofitów należących do rodzin Acanthaceae, Frankeniaceae i Tamaricaceae. Wyjątkowy rodzaj gruczołu występuje u Atriplex spongiosa. Uwypuklenie epidermy zakończone jest dużą kulista komórką, w której wakuoli gromadzone są zbędne jony. Po ich nagromadzeniu komórka obumiera, co jest określane jako holokrytowa sekrecja soli.